# Balázs József (labdarúgó)
Balázs József (Orosháza, 1984. május 9. –) labdarúgó, csatár.

## Sikerei, díjai
- Magyar másodosztály
  - 3.: 2003-04
  - 1.: 2007-08